# 龙坝乡 (竹溪县)
龙坝乡是中国湖北省十堰市竹溪县下辖的一个乡。

## 行政区划
龙坝乡下辖廖家岭村、瓦楼沟村、龙家坝村、同心村、检坝村、吴坝村、大扒村、红庙村、砖裕村、草场坝村、肖家边村、朱家坡村、岩屋沟村、芦峰村、关家沟村、汪家坪村、孟家湾村、油房河村、荆竹园村。